# Белимов, Сергей Александрович
Бели́мов Сергей Александрович (27 мая 1950, Ленинград — 10 июня 2011, Париж, Франция) — русский композитор, педагог, изобретатель нового музыкального инструмента — кордепиано.

## Биография
В перерывах между слушаньем, разговорами и игрой мне иногда удавалось проникнуть в тишину и записать услышанное. Временами улавливалась прежде всего основная ячейка, из которой произрастало всё остальное: гобойный концерт я услышал в зимнем Репино 1987 года, флейтовый в 1990 – в грохоте Садового Кольца в Москве, виолончельный – в 2000 году недалеко от моего дома – возле Венсеннского леса, саксофонный – в 2002 на Pont Neuf в Париже, а «Всякая муха – тайна» по Достоевскому в 2004 – на кухне, в доме наших друзей во Флоренции. «Мультикордес» для 31 кордепиано – я даже и не знаю, где и когда услышал впервые, может, за пару месяцев до моего рождения...
Сергей Белимов родился в Ленинграде в 1950 году. В 1959—1967 годах учился в ДМШ № 9 в классе фортепиано известного ленинградского педагога Седы Карповны Папазян, которая отметила импровизационный и композиторский талант юного Сергея и рекомендовала для дальнейшей учёбы в Ленинградской консерватории. Окончил композиторское отделение Ленинградской (Санкт-Петербургской) консерватории (1969—1975, проф. О. А. Евлахов и В. П. Чистяков), здесь же прошёл ассистентуру у проф. Б. А. Арапова (1979—1981); позже, в 1995 году, изучал историю искусств в Сорбонне (Париж).
В 1977 году принят в ленинградское отделение Союза композиторов СССР. По рекомендации главы творческого союза Андрея Петрова c 1989 года до отъезда за границу был избранным секретарём правления Санкт-Петербургского Союза композиторов. Лауреат национальных и международных конкурсов композиторов (1975, 1980, 1983, 1986, 2004). Произведения Сергея Белимова исполнялись на всесоюзных и всероссийских музыкальных международных фестивалях и конкурсах. Ряд произведений композитора изданы в грамзаписи и на цифровых носителях.
Преподавал композицию в Хоровом училище при Ленинградской академической капелле (1972—1981) и в Музыкальном училище Санкт-Петербургской консерватории (1981—1992).
Жил в Париже с 1993 года. Преподавал композицию в консерваториях Баньоле и Сент-Уэн.
В 1996 году создал «кордепиано» — первый в мире акустический музыкальный инструмент, позволяющий работать со звуком на уровне его микроструктур. Кордепиано запатентован во Франции и в России.

## Основные сочинения

### Вокально-симфонические произведения
- 1974 «Четыре времени сердца». Оратория для солистов (сопрано, баритон), чтеца, смешанного хора и Большого Симфонического Оркестра. Стихи П. Неруды.
- 1981 «Canticles amores». Кантата для солистов (2 сопрано, баритон), смешанного хора и симфонического оркестра. Тексты из «Песни песней», лирики Древнего Египта, поэзии Сафо и М. Цветаевой.

### Оркестровые произведения
- 1981 Первая симфония. Для Большого Симфонического оркестра.
- 1983 «От звезд до звезд». Композиция для двух камерных оркестров.
- 1986 Вторая симфония. Для Большого Симфонического оркестра.
- 1986 «Легенда о Красном коне». Сюита из музыки к спектаклю «Жеребёнок».
- 1990 Третья симфония. Для Большого Симфонического оркестра.
- 2007 «Во времени — вне времени». Композиция для симфонического оркестра памяти Андрея Петрова.
- 2008 «Сонни. Флейта. Лабиринт». Музыкальная сказка для чтеца и симфонического оркестра. Текст автора.

### Произведения для сольных инструментов с оркестром
- 1987 «О воде Живой и Мертвой». Концерт для гобоя и струнного оркестра.
- 1991 «Сад расходящихся тропок». Концерт для флейты и камерного оркестра.
- 2000 Концерт для виолончели и струнного оркестра.
- 2003 «Погребальная песнь памяти моей матери Евгении Лухиной». Концерт для саксофонов и камерного оркестра.
- 2010 Концерт № 2 для саксофона сопранино и симфонического оркестра.

### Камерно-инструментальные произведения
- 1969 Соната для скрипки и фортепиано.
- 1968 «Контрасты». Цикл пьес для фортепиано.
- 1971 Вариации для фортепиано.
- 1978 Соната для скрипки соло.
- 1982 «Sonata una corda». Для нетемперированного фортепиано.
- 1982 Квартет № 1.
- 1985 Квартет № 2.
- 1988 Пьеса для тубы и фортепиано.
- 1990 «Песнь утреннего пробуждения». Для гобоя и фортепиано.
- 1991 «Песнь утреннего пробуждения». Версия для флейты и фортепиано.
- 1992 «Für Elyse». Для фортепиано.
- 1992 «За зеркалом тишины». Для нетемперированного фортепиано и 4 китайских металлических шариков.
- 1993 «Сквозь паутину звезд», для флейты и кордепиано.
- 1995 «К иному источнику потока». Для сопрано, флейты и магнитофонной ленты. Текст автора.
- 1996 «Невыразимые ветры между светом и тенью». Для виолончели и аккордеона.
- 1996 «В тени блуждающих голосов». Для саксофона-баритона и кордепиано.
- 1996 «Мимолетные колокола под крыльями вечности». Для 2 кордепиано.
- 1996 «Отзвуки дня в сумерках времен». Для кордепиано.
- 1997 «С обратной стороны круга». Этюды для кордепиано памяти Джасинто Челси.
  1. Шаг за шагом вокруг точки
  2. Зеркала вертикали
  3. Диалог на разрыв времен
  4. Открытым небом
- 2003 «Multicordes». Для 31 кордепиано.
- 2004 «Гексаграммы». Для камерного ансамбля.
- 2005 «Фёдор Достоевский. Всякая муха — тайна». Концерт для чтеца, квинтета духовых и электроники.
- 2007 «Трион». Для саксофона-альта, альта и фортепиано.

### Камерно-вокальные произведения
- 1975 «Диптих». Для сопрано, двух флейт и гитары. Стихи Ф. Г. Лорки. Русский текст П. Грушко.
  1. Смерть Петенеры
  2. Ожидания
- 1976 «Плач по Сантьяго». Пять песен для меццо-сопрано, флейты и гитары. Стихи П. Вильясанте. Русский текст К. Унксовой.
- 1979 «Ожидание». Переложение для сопрано и фортепиано. Стихи Ф. Г. Лорки.
- 1979 «Прощание». Вокальный цикл для баритона и фортепиано. Стихи Ф. Г. Лорки. Русский текст — А. Гелескула.
- 1995 «К иному источнику потока». Для сопрано, флейты и магнитофонной ленты. Текст автора.
- 1997 «И свет непреходящий за опрокинутыми небесами». Для сопрано, баритона и 2 кордепиано.
Текст: слова-фонемы на индоевропейском, немецком, английском, древнеанглийском, армянском, авестийском, болгарском, кельтском, китайском, финском, греческом, готском, иврите, хеттском, древнеиндийском, средне- верхненемецком, древнеирландском, исландском, японском, латинском (французском, итальянском, испанском), латышском, литовском, норвежском, осетинском, персидском, древнеперсидском, польском, прусском, русском, сербо-хорватском, шведском, чешском, тохском, украинском и валлонском языках — С. Белимов.
  1. Творение
  2. Любовь
  3. Зов опрокинутой бездны
  4. Свет
- 2001 «Услади убо наша скорби». Для баса и кордепиано. Текст на церковнославянском из Акафиста. Кондак 9.
- 2010 Ария Ирины из оперы «Русская Красавица» по роману Виктора Ерофеева. Для сопрано и камерного ансамбля.
- 2010 Сцена «Куда бежать?» из оперы «Русская Красавица» по роману Виктора Ерофеева. Для сопрано и камерного ансамбля.

### Произведения для хора (a capella или c инструментальным сопровождением)
- 1978 «Тихая моя родина». Для мужского хора. Стихи Н. Рубцова.
- 1992 «Дождь голосов за забвеньем». Для смешанного хора. Тексты на иврите, латыни, французском, немецком и русском — Э. Меркс и С. Белимова.
- 1998 «За пеленою голосов». Для хора, флейты, 5 саксофонов и ударных. Текст автора.

### Электронные сочинения
- 1985 «И солнце в ночи». Для флейты и магнитофонной ленты.
- 1989 «И солнце в ночи». Версия для зала пространственной музыки.
- 1995 «К иному источнику потока». Для сопрано, флейты и магнитофонной ленты. Текст автора.
- 2001 «Видения Данте. Ад». Для саксофона и магнитофонной ленты.
- 2005 «Видения Данте. Чистилище». Для виолончели и магнитофонной ленты.
- 2006 «Видения Данте. Рай». Для флейты и магнитофонной ленты.

### Музыка к кинофильмам
- 1986 «Да будет день». Лен. телевидение, реж. М. Михеев.
- 1986 «На берегу». Лен. телевидение, реж. М. Михеев.
- 1989 «Сотри случайные черты» Леннаучфильм, реж. Н. Хотулева.
- 1990 «Человек после человека. Мать Мирра». Леннаучфильм. реж. Н. Хотулева.
- 1990 «В поисках истины. Шри Ауробиндо». Леннаучфильм, реж. Н. Хотулева.
- 1991 «Обратный адрес — Удачный». Леннаучфильм. Реж. Н. Хотулева.
- 1991 «Графиня». Студия «Логос», Москва, реж. Д. Шинкаренко.
- 1993 «Боже, освяти нас Лицем Твоим». Студия документальных фильмов. Санкт-Петербург, реж. В. Дьяконов.

## Дискография
- Белимов, Сергей. 6 концертов [Звукозапись] / С. Белимов; исполнители: Юозас Римас, Геннадий Рождественский, Роберто Фаббричиани, Равиль Мартынов, Жан-Поль Десси, Элизабет Меркс, Жорж Букофф, Фёдор Леднёв, Даниель Кьянтзи, Людовик Бач. СПб. : Композитор • Санкт-Петербург, 2006. (Содержание: О воде живой и мертвой (1987) : для гобоя и струнного оркестра, Сад расходящихся тропок (1991) : для флейты и камерного оркестра, Концерт для виолончели и струнного оркестра (2000), Мультикордес (2003) : для кордепиано соло и оркестра 31 кордепиано, Федор Достоевский. Всякая муха — тайна (2004) : для чтеца, квинтета духовых и электроники, Погребальная песнь памяти моей матери Евгении Лухиной (2003) : для саксофонов и камерного оркестра.) http://www.compozitor.spb.ru/catalogue_editions/the_regular/index.php?ELEMENT_ID=4304